# 曼波拉爾
10°22′N 66°8′W / 10.367°N 66.133°W
曼波拉爾（西班牙語：Mamporal），是委內瑞拉的城鎮，位於該國北部米蘭達州，是布羅斯市的首府，該城鎮始建於1738年1月16日，該地區有多處農場種植可可。